# Archivo Central de Educación
El Archivo Central de Educación es un centro de titularidad y gestión estatal que actúa funcionalmente como archivo central del Ministerio de Educación de España y sus órganos, aunque orgánicamente pertenece a la Subdirección General de Archivos Estatales, la cual depende de la Dirección General de Bellas Artes del Ministerio de Cultura y Deporte.

## Historia
Creado por Real Decreto de 12 de septiembre de 1847, adopta el nombre de Archivo General del Ministerio de Fomento. Pasará por custodiar fondos de gran importancia como los de la antigua Gobernación, la Dirección de Caminos, o el Archivo de la Inquisición.
En 1884 el Cuerpo Facultativo de Archiveros, Bibliotecarios y Arqueólogos se hace cargo de su gestión, pasando a depender de la Dirección General de Instrucción Pública, con carácter de Archivo General y de primera clase.
A lo largo del siglo XX pasó por varias dependencias, estuvo en los sótanos del Ministerio de Fomento en el Paseo de Atocha, en la calle Alcalá en el año 1931, en la calle Serrano dentro de los depósitos del Archivo Histórico Nacional, hasta que en 1973 se establece definitivamente en la ciudad de Alcalá de Henares, en el ala derecha de la octava planta del edificio que también ocupan el Archivo General de la Administración y el Centro de Información Documental de Archivos (CIDA).

## Fondos
Custodia documentación de gran valor para la historia de la educación, la cultura o la arquitectura. De interés son las series documentales de expedientes personales y de revisión de depuración de catedráticos de Universidad, Escuelas Técnicas, Institutos y Magisterio, expedientes de oposiciones y concursos de catedráticos y profesores de Universidad, Escuelas Técnicas, Escuelas Profesionales e Institutos, Construcciones Escolares, Misiones Pedagógicas, Analfabetismo, los Planes de Estudios, Congresos Internacionales, las Disposiciones legales, los Títulos y la Contabilidad.

## Servicios
El acceso al Archivo Central de Educación es libre y gratuito para todos los ciudadanos. Existen diferentes tipos de usuarios: la propia administración y los ciudadanos que acuden en la legítima defensa de sus intereses, o con fines culturales o científicos. Las consultas se pueden realizar en la sala de investigadores o por correspondencia ya sea por correo ordinario o electrónico.